# نومن (دهانه)
نومن یک دهانه برخوردی در ماه‌ است.

## دهانه‌های اقماری
این دهانه ۲ دهانه اقماری دارد.
| Naumann | عرض جغرافیایی | طول جغرافیایی | قطر          |
| ------- | ------------- | ------------- | ------------ |
| B       | ۳۷.۴° N       | ۶۰.۶° W       | ۱۰.۰ کیلومتر |
| G       | ۳۳.۶° N       | ۶۰.۷° W       | ۶.۰ کیلومتر  |